# Голенкин, Михаил Ильич
Михаи́л Ильи́ч Голе́нкин (1864—1941) — русский советский ботаник, заслуженный деятель науки РСФСР (1929), заслуженный профессор Московского университета по кафедре систематики и морфологии растений, директор Ботанического сада Московского университета.

## Биография
Родился в Санкт-Петербурге в дворянской семье в 1864 году. Датой рождения источники указывают либо 9 (21) февраля 1864 либо 4 (16) февраля 1864. Отец был чиновником Морского министерства.
Среднее образование получил в частной петербургской гимназии. В 1882 году поступил в Императорский Санкт-Петербургский университет, но с 1884 года учился на физико-математическом факультете Московского университета, который окончил в октябре 1887 года со степенью кандидата. Первоначально специализировался по химии, но затем увлёкся ботаникой; ученик И. Н. Горожанкина. Был оставлен при университете для подготовки к профессорскому званию.
С 1891 года — приват-доцент; в 1892 году проводил исследования в Петербургском ботаническом саду; в 1893—1894 годах был в заграничной командировке — работал у К. Гёббеля в Мюнхене, у Э. Страсбургера в Бонне, у Р. Шода в Женеве, у Ф. ван Тигема в Париже, а также на Неаполитанской зоологической станции. В 1896 году получил степень магистра ботаники, защитив диссертацию на тему «Материалы для характеристики соцветий крапивоцветных» и начал читать лекции по общей ботанике. В качестве ассистента Горожанкина вёл практические занятия по анатомии растений со студентами-медиками и по морфологии растений со студентами-естественниками. В 1904 году получил степень доктора ботаники, защитив диссертацию «Морфологические и экспериментальные исследования над печёночниками».
С 1902 по 1930 годы он был директором ботанического сада Московского университета. Член Московского общества любителей аквариума и комнатных растений.
В 1904—1905 годах на средства Академии наук М. И. Голенкин совершил поездку на остров Ява, где работал в Бейтензорском ботаническом саду. Из поездки для ботанического сада он привёз новый научный материал, учебные экспонаты, семена редких тропических растений.
В 1905—1930 годах — профессор; возглавлял кафедру морфологии и систематики растений, с 1918 года — морфологии и систематики высших растений. Экстраординарный профессор (1905), ординарный профессор (1910) ботаники Московского университета. Заслуженный профессор Московского университета (1916).
В 1922—1927 годах был директором Научно-исследовательского института ботаники при Московском университете. В 1930 году вышел на пенсию.
Труды М. И. Голенкина посвящены морфологии, систематике и ботанической географии. В своих морфологических работах Голенкин изучал онтогенез водорослей, цветков и соцветий у крапивоцветных, а также образования, подобные микоризе, у печёночных мхов. Провёл большую работу в области экспериментальной морфологии, выявил способность вегетативных органов печёночных мхов изменяться при воздействии внешних условий.
В 1927 году в труде «Победители в борьбе за существование» он развил новую теорию о причинах заселения земли покрытосеменными растениями в середине мелового периода истории Земли и доказал, что в процессе эволюции вегетативные органы покрытосеменных растений приспособились к изменившимся внешним условиям и стали выносить новые условия освещения и резко пониженную влажность воздуха.
Широко известен его учебный «Курс высших растений» (1937). Также он принимал участие в составлении «Российской фармакопеи».
Принимал активное участие в деятельности МОИП. (Член Московского общества исследователей природы (с 1888). Почётный член МОИП (с 1921), вице-президент МОИП (1930—1932); передал обществу свою богатую библиотеку.
Похоронен на Новодевичьем кладбище (участок №2, ряд 39, место 12).
В честь М. И. Голенкина названо несколько родов и видов растений.